# Calotriton arnoldi
Espèce
Statut de conservation UICN

 CR B2ab(iii,iv) : 
En danger critique
Calotriton arnoldi est une espèce d'urodèles de la famille des Salamandridae.

## Répartition

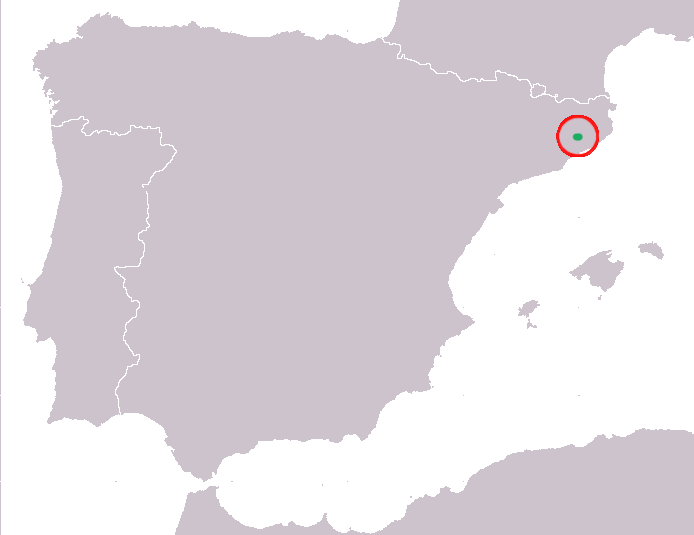
Distribution

Cette espèce est endémique du massif du Montseny en Catalogne (Espagne). Elle se rencontre de 600 à 1 200 m d'altitude.

## Étymologie
Cette espèce est nommée en l'honneur d'Edwin Nicholas Arnold.

## Publication originale
- Carranza & Amat, 2005 : Taxonomy, biogeography and evolution of Euproctus (Amphibia: Salamandridae), with the resurrection of the genus Calotriton and the description of a new endemic species from the Iberian Peninsula. Zoological Journal of the Linnean Society, vol. 145, p. 555-582 (texte intégral).